# Storm at Daybreak
Storm at Daybreak ist ein US-amerikanischer Spielfilm aus dem Jahr 1933 mit Kay Francis, Walter Huston und Nils Asther in den Hauptrollen.

## Handlung
Die Handlung spielt während des 1. Balkankrieges. Der serbische Major Dushan und seine Frau Irina werden in die Kriegshandlungen verwickelt. Während der Kämpfe trifft Irina, die unglücklich in ihrer Ehe ist, auf den ungarischen Offizier Geza, den besten Freund ihres Mannes. Beide verlieben sich ineinander. Nach vielen Gewissensqualen entscheidet sich Irina, lieber den Freitod zu wählen, als Schande über ihren Ehemann zu bringen.

## Hintergrund
1932 war das annus mirabilis für Kay Francis, die nicht nur von Paramount und dem Status einer Nebendarstellerin als Star und mit höheren Gagen zu Warner Brothers gewechselt war. Sie hatte auch in drei ihrer besten Filme mitgewirkt: Reise ohne Wiederkehr und Jewel Robbery jeweils neben William Powell sowie Ärger im Paradies, für den sie Ernst Lubitsch persönlich zurück zu Paramount geholt hatte. Im Folgejahr war Francis bereits fest etabliert als beliebte Darstellerin romantischer Liebesgeschichten.
Francis und Walter Huston hatten bereits 1929 in Gentlemen of the Press und 1930 in The Virtuous Sin zusammen gespielt. Ihr Co-Star Nils Asther hatte mit Aufkommen des Tonfilms mit Schwierigkeiten zu kämpfen und erst 1932 nahm ihn mit MGM wieder ein etabliertes Studio unter Vertrag. Seine Rollen als sadistischer Liebhaber von Joan Crawford in Letty Lynton und als chinesischer Warlord in The Bitter Tea of General Yen deuteten auf eine erfolgreiche Karriere, doch kurz nach Beendigung der Dreharbeiten zu Storm at Daybreak entließ das Studio den Schauspieler bereits wieder. In Österreich kam der Film unter dem Titel Schwarzrote Kirschen in den Verleih.

## Kinoauswertung
Die Produktionskosten lagen mit 280.000 US-Dollar im unteren Schnitt des Budgets bei MGM. Inlandseinnahmen in Höhe von 302.000 US-Dollar und weitere 334.000 US-Dollar aus dem Ausland sorgten für ein kumuliertes Gesamtergebnis von 636.000 US-Dollar und einem Reingewinn von 121.000 US-Dollar. Angesichts des wirtschaftlich schweren Umfeldes war das ein sehr gutes Ergebnis. 